# Rayman Origins
Rayman Origins är ett sidscrollande plattformsspel utvecklat av Ubisoft Montpellier till Playstation 3, Wii, Xbox 360, Playstation Vita, Microsoft Windows, Nintendo 3DS. och Macintosh. Det släpptes 25 november i Europa, 14 november i USA samt 24 november 2011 i Australien. Det körs i en full HD-upplösning på 60 bilder per sekund.
Spelet utspelar sig efter händelserna i spelseriens tredje spel och följer Rayman och hans vänner när de måste besegra onda varelser och rädda fantasivärlden Drömmarnas glänta från undergång.
En uppföljare till spelet offentliggjordes i juni 2012 som släpptes till konsoler i den sjunde och åttonde konsolgenerationen.

## Handling
Spelet utspelar sig i fantasivärlden Drömmarnas glänta, en värld som har utformats ur drömmarna från dess skapare, Bubbeldrömmaren. En dag får Bubbeldrömmaren plötsligt mardrömmar, som sprider sig likt ett mörker över Drömmarnas glänta. Mardrömmarna förvandlar dess miljöer och varelser till mörka skepnader, och alla goda Electoons förvandlas till onda Darktoons.
Snart är Drömmarnas glänta fullt av onda varelser, och nu är det upp till Rayman och hans vänner att återställa alla Darktoons samt besegra alla onda varelser för att rädda Drömmarnas glänta från undergång.

## Spelupplevelse
Spelet innehåller totalt 60 nivåer, varav 12 olika miljöer som har ett eget tema. Man kan spela upp till fyra spelare samtidigt. Man kan spela som Rayman, Globox och två teensies. Spelet är byggt så att spelare kan hoppa in och ut ur spelet som de vill. Om en spelare tar skada från en fiende eller avgrund förvandlas denne till en styrbar luftbubbla, som måste spräckas av en annan spelare för att denne ska kunna spela igen.

## Utveckling
På E3 2010 annonserade Ubisoft ett nytt Rayman-spel som endast utvecklades av fem personer. Spelet skulle släppas till alla HD-stödjande konsoler; bland andra Ipad, Nintendo 3DS, PC, Xbox 360, Wii och Playstation 3. Det var tänkt att det släppas i episoder från och med julen 2010 för att undvika en lång utvecklingstid och höga kostnader. December samma år meddelade Ubisoft att datumet blev förskjutet till någon gång år 2011.
Under maj 2011 meddelade Ubisoft att spelet kommer att släppas på skiva, istället för nedladdningsbara episoder.

### UBIart Framework
I utvecklingen använder sig utvecklarna av "UBIart Framework", en spelmotor som Ubisoft själv har skapat. Med hjälp av den kan de animera och skapa miljöer utan att behöva använda sig av många bilder. Den är byggd för att vem som helst ska kunna skapa ett spel efter sin egen kreativitet och utan att kräva större arbetsgrupper. Ubisoft sade att UBIart Framework skulle släppas som öppen källkod under 2011.

## Mottagande
| Mottagande      | Mottagande                              |
| Samlingsbetyg   | Samlingsbetyg                           |
| Tjänst          | Betyg                                   |
| --------------- | --------------------------------------- |
| Gamerankings    | (Wii) 91,27% (X360) 89,63% (PS3) 88,07% |
| Recensionsbetyg |                                         |
| Publikation     | Betyg                                   |
| 1UP.com         | A−                                      |
| Eurogamer       | 8/10                                    |
| Game Revolution | A                                       |
| Gamespot        | 8,5/10                                  |
| Gamesradar      | 9/10                                    |
| IGN             | 9,5/10                                  |
| Destructoid     | 9/10                                    |

På E3 2011 fick spelet bra betyg och flera utmärkelser för både grafiken och spelupplägget. Bland andra Game Informer, VGChartz och Shortlist utsåg Rayman Origins som det bästa plattformsspelet på E3-mässan, medan Gamesradar och 1UP.com utsåg det som en av dem spel som hade den bästa grafiken. Gamespy gav spelet prisen för både den bästa grafiken och det bästa plattformsspelet.

### Recensioner
Simon Parkin från Eurogamer berömde spelets tvådimensionella grafik, men kritiserade att Ubisoft inte var lika fantasifulla som Nintendo i sina Mario-spel, samt att många saker i spelet upprepas för mycket. Parkin gav spelet 8 av 10 poäng.
Även Gamespot-recensenten Shaun McInnis berömde den handritade grafiken och alla flytande animationer. Han nämnde även att spelet blir mycket lättare om man spelar med några vänner, eftersom det underlättar när man tar sig an de svårare utmaningarna. Han beklagade sig över att man många gånger måste gå tillbaka till föregående nivåer när man får en ny förmåga om man vill klara ut spelet med 100 %. Betyget blev 8,5 av 10 poäng.
Recensenten från Destructoid, Conrad Zimmerman, gillade blandningen av grafiken och musiken, men var inte helt nöjd med vattennivåerna och tyckte att de var tröga eftersom spelaren blir oförmögen att förflytta sig snabbt genom vattnet. Han sade att flerspelarläget är roligt, men det kan bli lite kaotiskt ibland. Han gav spelet 8,5 poäng av 10.
Brian Altano från IGN berömde spelets kontroller, musik och grafik. Han beundrade spelets stadiga bildfrekvens och flytande animationer. Han uppskattade också att det fanns så mycket man kunde låsa upp under spelets gång. Han gav spelet 9,5 av 10 poäng.
Recensenten Gary Steinman från Gamesradar gillade spelets design på nivåerna samt grafiken och den tillfredsställande musiken och musikeffekterna, men gillade varken svårigheten eller kontrollerna. Betyget blev 9 av 10 poäng.
Någonting som många recensenter var överens om är att spelet skulle behöva ett flerspelarläge via Internet samt att det är mycket roligare att spela tillsammans med några vänner.

### Officiella sidor
- Officiell utvecklingsblogg (engelska)
- UBIart:s officiella blogg (engelska)

### Trailers
- E3 2010-trailer på Youtube
- E3 2011-trailer på Youtube
- Gamescom 2011-trailer på Youtube
- Playstation Vita-tralier på Youtube